# Raluca Nagy
Raluca Nagy (n. 1979, Cluj-Napoca, România) este antropolog român și scriitoare de literatură de ficțiune și de  non-ficțiune. 
Deținătoare a gradelor universitare de „bachelor în economie” de la ASE  București, a unui „masters în antropologie culturală” de la SNSPA București, respectiv al unui doctorat în antropologie de la  Université libre de Bruxelles (ULB – Universitatea Liberâ din Bruxelles) și a unui doctorat în sociologie (de la aceeași SNSPA București), Raluca Nagy este profesor la University of Sussex.

## Biografie
Nagy are studii de licență la Academia de Studii Economice și a studiat antropologie la programul de Master de antropologie și dezvoltare comunitară la SNSPA, București, unde l-a avut profesor pe Vintilă Mihăilescu. Nagy este doctor în știinte sociale al Universității Libere din Bruxelles și al SNSPA București. Studiile postdoctorale le-a făcut la Leeds Metropolitan University⁠(d). Nagy este cercetător asociat la Univeristatea din Sussex, Sussex Asia Centre. Din 2022 este Lector asociat la Hokkaido University în Japonia.

## Operă
A debutat în anul 2005 la Revista 22 și a publicat texte de popularizare a antropologiei sau eseuri în Cuvântul, Dilema veche, Decât o Revistă, Arhiforum și Scena 9. Proza scurtă a publicat în Iocan (2016) și în Revista de Povestiri.
În 2018 Raluca Nagy a publicat primul roman, Un cal într-o mare de lebede, la Editura Nemira, iar debutul ei este remarcat prin premiile pentru debut primite de la „Gala Premiilor Sofia Nădejde pentru Literatură scrisă de Femei“ și de la Observator cultural. 
Pentru cel de-al doilea roman Teo de la 16 la 18 a fost nominalizată din partea României la Premiul Uniunii Europene pentru Literatură 2022.
În 2022 Nagy a primit una din „Bursele și rezidențele Cărturești”.

### Romane
- Un cal într-o mare de lebede, Editura Nemira, 2018
- Teo de la 16 la 18, Editura Nemira, 2021
- Despre memoriile femeii și alți dragoni, Editura Nemira, 2023

## Recunoaștere și premii
- 2019 - Premiul debut proză pentru Un cal într-o mare de lebede[12]
- 2022 - Nominalizare din partea României la Premiul Uniunii Europene pentru Literatură 2022